# ドルソーレ北九州
ドルソーレ行橋（DORSOLE YUKUHASHI）は、行橋市を拠点とするビーチサッカークラブ。2011年にドルソーレ北九州として発足。
2020年、主力選手の大量離脱により「ラソ アペーゴ」が結成された。一方でドルソーレは運営母体を変更しドルソーレ行橋に改称した。
獲得した全国タイトルは、計4回（Beach Soccer地域リーグチャンピオンシップ1回・全国ビーチサッカー大会1回・ビーチサッカーフェスティバル2回）である。

## チーム実績
- 2015年3月 沖縄県金武町開催 ビーチサッカーフェスティバル初優勝。
- 2015年9月 JFA主催 全国ビーチサッカー大会初優勝。
- 2015年11月 日本ビーチサッカー連盟主催  Beach Soccer地域リーグチャンピオンシップ初優勝。
- 2016年3月 沖縄県金武町開催 ビーチサッカーフェスティバル2連覇。